# Мищенко, Дмитрий Иванович
Дми́трий Ива́нович Ми́щенко (26 октября 1901, с. Парканы Слободзейского р-на Молдавии — между 1982 и 1985) — организатор сельскохозяйственного производства, Герой Социалистического Труда (1957).

## Биография
В 1930 г. был одним из организаторов колхоза им. Калинина в с. Парканы Тираспольского района, основное население которого составляли болгары. Работал бригадиром овощеводческой бригады, с 1934 г. — председателем.
Участник Великой Отечественной войны.
С 1951 г. после укрупнения колхоз с центром в с. Парканы стал называться им. Ленина. В 1955—1956 в нём получена урожайность (в среднем за два года, ц/га): озимая пшеница 19, кукуруза 33, подсолнечник 20, виноград 67. Надой молока на корову — 2953 кг.
За высокие показатели колхоза Д. И. Мищенко в 1957 г. было присвоено звание Героя Социалистического Труда.
Награждён двумя орденами Ленина и медалью. Избирался депутатом ВС МССР.
С 1968 г. на пенсии.